# Gisulf van Spoleto
Gisulf was hertog van Spoleto van 759 tot 761/762.

## Context
Koning Desiderius van de Longobarden dreigde het Hertogdom Spoleto te verliezen. Hertog Alboin, verkozen zonder goedkeuring, zocht bescherming bij Pepijn de Korte, koning der Franken. Desiderius greep in, schakelde Alboin uit en nadat hij terug controle had over het hertogdom, benoemde hij zijn eigen stroman, Gisulf. Lang duurde zijn ambtsperiode niet, in 761/762 stierf hij of werd hij vervangen.